# Terremoto di Salò del 2004
Il terremoto di Salò del 2004 è stato un evento sismico con epicentro situato sulle rive del Lago di Garda, all'interno del territorio acquatico comunale di Toscolano Maderno, con magnitudo di 5.2, avvenuto il 24 novembre dell'anno 2004 che ha causato molti danni alle città limitrofe di Salò, Roè Volciano, Vobarno, Gardone Riviera, Toscolano Maderno e Sabbio Chiese. Il terremoto è stato avvertito fino in Svizzera, con leggere vibrazioni.

## Danni
A causa del terremoto sono state sfollate circa 2000 persone. I danni maggiori agli edifici, ma senza vittime, sono stati rinvenuti a Salò, sul Lago di Garda, area dell'epicentro. Sono stati evacuati l'ospedale (per precauzione) e la stessa caserma dei Vigili del Fuoco di Salò, seriamente danneggiata. I tecnici e gli esperti della Protezione Civile si sono riuniti a Brescia per una valutazione dei danni. La scossa si è sentita in tutto il Nord Italia, specialmente vicino all'epicentro. I maggiori danni si sono verificati a Pompegnino, frazione di Vobarno; questa frazione comprendeva case molto antiche che sono state seriamente danneggiate dal sisma.